# Institut d'ingénierie physique de Moscou
L'Institut de génie physique de Moscou (en russe : Московский инженерно-физический институт abrégé МИФИ, en anglais : Moscow Engineering Physics Institute abrégé MEPhI) est l'une des plus prestigieuses universités techniques de Russie. MEPhI fut fondée en 1942 en tant que l'Institut de mécanique des munitions de Moscou, mais il fut vite renommé l'Institut de mécanique de Moscou. Sa mission initiale était d’entraîner le personnel pour le programme nucléaire de l'Union soviétique. Il fut à nouveau renommé l'Institut de génie physique de Moscou en 1953, ce qui resta son nom jusqu'en 2009, date à laquelle il fut réorganisé en une université nationale de recherche nucléaire.